# 北屈県
北屈県（ほっくつ-けん）は中華人民共和国山西省にかつて存在した県。現在の臨汾市吉県北部に相当する。
秦朝により設置され、南北朝時代、北魏により廃止された。